# Babaclub
Babaclub fou un programa infantil de Canal Nou i Canal Nou Dos que inclou sèries de dibuixos animats i actuacions amb diferents personatges, entre els quals Babalà, un gos clapejat de peluix de mida humana que és el símbol del programa.

## Història
Es va començar a emetre el 1990, amb el nom A la babalà. Estava presentat per Diego Braguinsky i Fani Grande. En aquella primera etapa es presentava en un plató on es feien concursos i hi acudien xiquets com a públic. Posteriorment, el 1992, va canviar de format i va passar a tindre tres presentadors: Xoni (Ricardo Jordán), Poti (Carme Juan) i Tiriti (José Vicente Baynat). Amb el temps, l'espai es va anomenar Babalà Club, després Babalà i el 2009 va adoptar el nom actual de Babaclub. Entre el 1997 i el 2004, la presentadora María Abradelo es va encarregar de conduir l'espai.

### A la babalà
El projecte va ser idea del seu primer director José Ramón García Bertolín, A la babalà va ser el primer programa infantil de producció pròpia de Ràdio Televisió Valenciana, i el segon programa infantil en utilitzar el chroma-key a Espanya, sent el primer el Club Super 3. A la babalà es comença a emetre en la segona temporada de Canal 9, de dilluns a divendres a les sis de la vesprada. En la seua primera temporada estava presentat per Diego Braguinsky i Fani Grande, i el format consistia en una sèrie de proves on diferents col·legis competien per endur-se un premi. S'emetia abans del concurs telefònic Don Teledó i després s'emetien dibuixos animats. Posteriorment, Diego Braguinsky seria substituït per Robert Esteve.
En tardor de 1992 es canvia el format del programa i els presentadors. Ricardo Jordán, Carme Juan i José Vicente Baynat serien els nous presentadors, representant als personatges de Xoni, Poti i Tiriti. El format seria el de contenidor de programes, i es llançaria una forta promoció i es crearia l'A la babalà Club, que mantindria contacte directe amb els socis i els faria regals i promocions. Entre els programes, els més seguits serien Bola de Drac Z, El defensor de la Terra i Les Tortugues Ninja. L'horari passava a ser de matins.
Xoni, Poti i Tiriti van ser els primers presentadors a cantar a un programa infantil, arribant a actuar al festival de Cannes. Van gravar un disc i van publicar dos cintes de vídeo que es regalaven en els aniversaris dels xiquets que eren socis del club.
El 1994 va ampliar la seua programació per a incloure el programa Video xoc, dedicat a videojocs. Dirigit al públic juvenil, va tindre una audiència del 12,12% i 97.000 persones. L'espai amb major audiència va ser Bola de Drac Z, amb 133.000 televidents (23,26%) el 1993 i 92.000 (24,09%) el 1994. La primera sèrie, Bola de Drac, va ser emesa fins després de l'estiu amb 136.000 seguidors (23,60%).

### Babalà Club
A partir de 1996 es reformula el programa, eliminant als tres presentadors, que són substituïts per Paqui Roldán primer i per Maria Abradelo posteriorment.
En esta etapa es crea la figura del gos Babalà. Entre 1997 i 2002, la mascota Babalà, passa a ser un gos protagonista de la sèrie de curts animats Les Aventures de Babalà, amb Babalà realitzant diverses activitats, com pintor o boxejador.
Amb Maria Abradelo, els fets es desenvolupaven en l'interior d'una nau espacial. Babalà era en eixos moments un personatge virtual, doblat per César Lechiguero, acompanyat a més d'Abradelo, per un robot anomenat Bolet. Abradelo va estar fins a 2006, aconseguint grans índexs d'audiència, si bé el contingut pedagògic del programa va anar diluint-se.
En 2006, Babalà passa a ser un actor disfressat, acompanyat per dos nous personatges, Pau i Nina, interpretats per Toni Agustí i Carme Juan respectivament. Posteriorment, van ser interpretats per Paco Trenzano i una altra actriu.

## Babaclub
Entre 2009 i 2013 el programa va canviar per un format de titelles. El programa tracta d'un grup d'animals que són amics i formen un grup musical. És presentat pels seus personatges, titelles moguts i interpretats per actors titellaires que manipulen o accionen la marioneta.

### Personatges

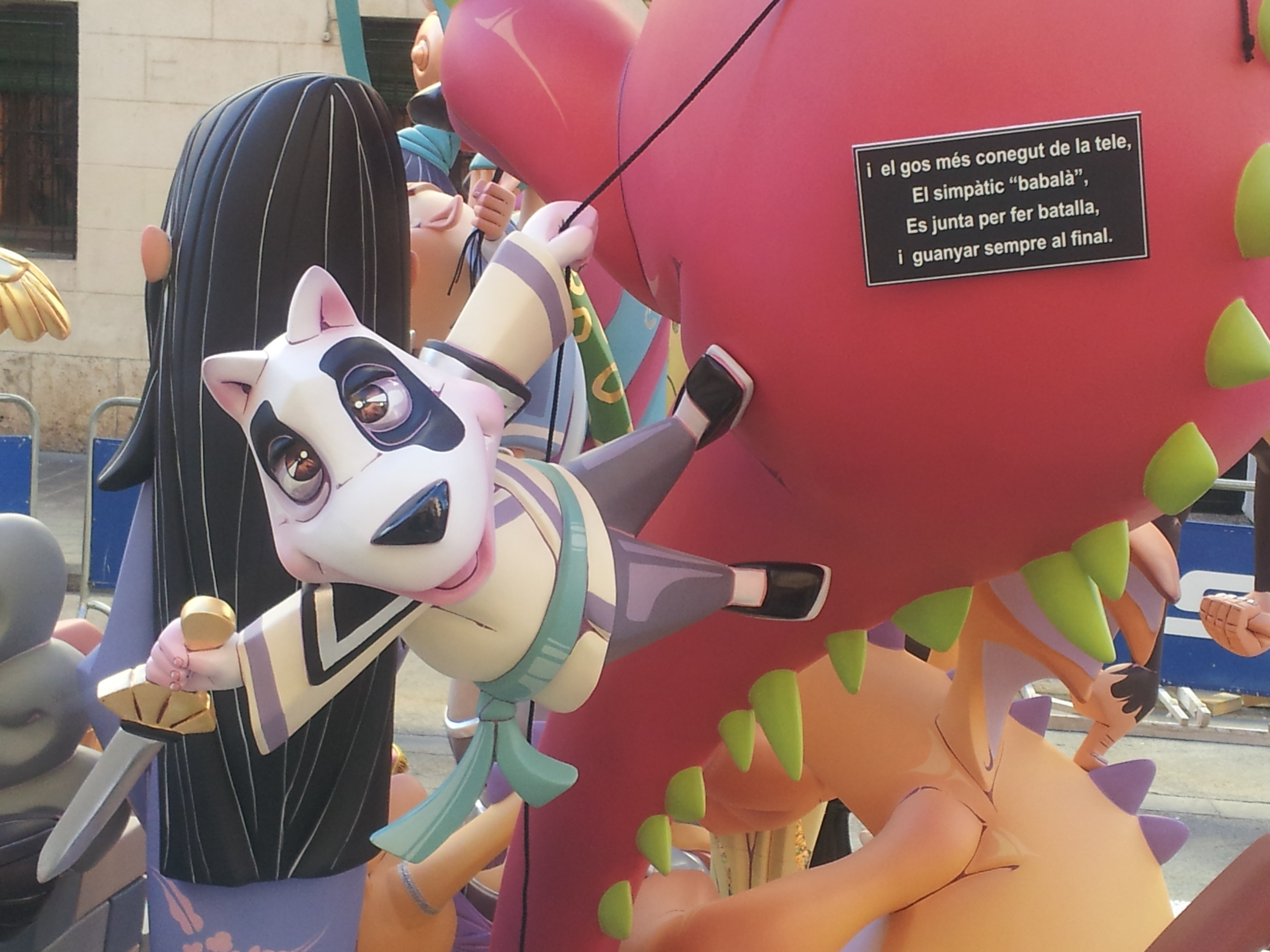
Babalà, representat a la falla Duc de Gaeta-Pobla de Farnals.

- Babalà: És un gos de peluix de raça Bull Terrier Anglès, de grandària humana, sent la mascota i el símbol del programa. És l'amic fidel del Professor Sol, li agrada compondre música, jugar, descansar i, sobretot, menjar. En el grup, toca el teclat i li encanta la música pop. Doblat per Enric Puig.
- Professor Sol: És l'amo del taller on viuen els personatges. És un home molt savi i li agrada inventar i investigar objectes nous amb els quals fer la vida més senzilla. S'encarrega de compondre les cançons del grup.
- Babadó: És juganer i bromista i li encanta prendre el pèl a la gent. Els seus amics se l'estimen molt perquè és jovial i extravertit. Toca la guitarra i li agrada la música rock.
- Babasí: És la més petita del grup d'amics. Va arribar al taller amb pocs dies i el Professor Sol i Babalà la van acollir. És pur nervi, no descansa ni un moment, sempre està disposada a jugar i divertir-se. Amb un caràcter aventurer, somia a convertir-se en una superheroïna que salvi el món del mal i de la contaminació. Toca la bateria i li encanta la música rap.
- Babarré: És un formiguer gegant jove que viu en el bosc proper al taller. De tot el grup és el més babau. No té grans aspiracions en la seua vida, només gaudir de la naturalesa i jugar amb els seus amics. Tot i que és un os formiguer, no li agraden les formigues: és vegetarià. Gaudeix ballant i tocant la seua trompa, que sona com un clarinet. En el grup fa els sons melòdics.
- Babamí: És una gata rondaire. Va arribar al taller en escoltar la música del grup d'amics. Ha viscut moltes experiències, perquè s'ha passat tota la vida viatjant. Imaginativa i artística, toca instruments de percussió que ha anat recollint durant els seus viatges al voltant del món.
- Polpol: És veí del Professor Sol. L'apassiona la brutícia i el desordre. Té una màquina que converteix qualsevol cosa en fum. Com ha passat tant de temps en el laboratori creant fum que contamina, ha mutat i li cauen parts del cos.
- Penta i Grama: Són dues rates simpàtiques que viuen en un forat de la paret del taller. Comenten el qual veuen per la televisió des del sofà.
- Mac Micro: És el reporter mico, parlador i divertit, que gaudeix contant-nos coses amb el seu peculiar estil, àgil i ocurrent. De vegades actua com si fóra l'autèntic protagonista de la notícia.
- Silfa: És la nimfa que viu en el bosc. És amiga dels personatges.